# Dia da Oração
Dia da Oração é um dia dedicado à prece com uma finalidade específica, realizado por líderes religiosos ou por pessoas comuns. Algumas destas datas são geralmente celebradas em cultos ecumênicos.

## Dia Mundial de Oração pela Paz
Não confundir com Dia Mundial da Paz.
O Papa João Paulo II organizou o primeiro Dia Mundial de Oração pela Paz em Assisi na Itália em 27 de outubro de 1986. Ao todo cerca de 160 religiosos comemoraram o dia juntos celebrando seu Deus e Deuses. Cerca de 32 organizações católicas cristãs e 11 religiões não-cristãs estiveram presentes, incluindo:
- Religiões cristãs e organizações:
  - Igreja Católica Romana
  - Igreja Ortodoxa Grega
  - Igreja Ortodoxa Russa

- - Conselho Mundial de Igrejas
  - YWCA
  - Associação Cristã de Moços

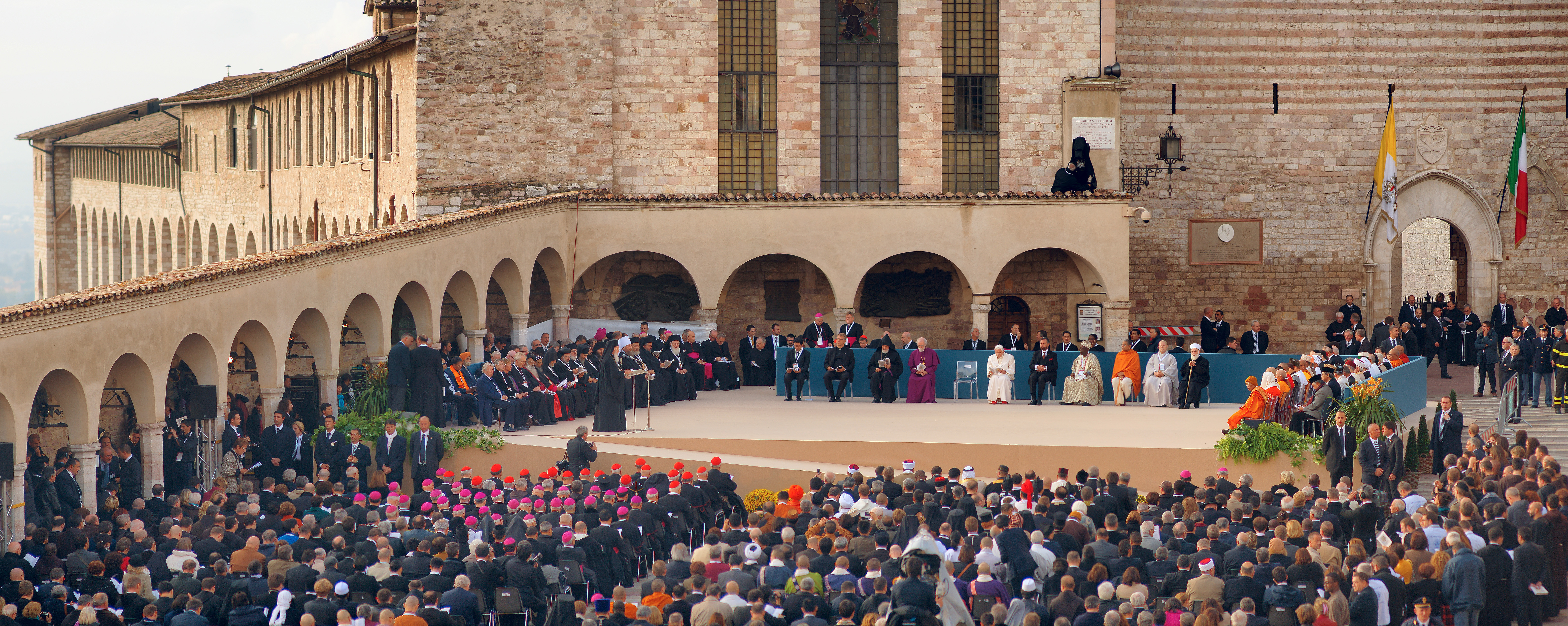
Encontro dos participantes no quarto Dia Mundial da Oração pela Paz em Assisi, em 27 de outubro de 2011

  - Friends World Committee for Consultation
  - Conferência Mundial Menonitas
  - Sínodo da Reforma Ecumênica
  - Aliança Batista Mundial
  - Discípulos de Cristo
  - Aliança Mundial de Igrejas Reformadas
  - Federação Luterana Mundial
  - Comunhão Anglicana
  - Igreja Antiga da Holanda
  - Igreja Assíria do Oriente
- Hinduísmo
- Sikhismo
- Budismo
- Judaísmo
- Islamismo
- Africanos e Norte Americanos animistas
- Xintoísmo
- Zoroastrismo
- Fé Bahá'í

Em 1993 João Paulo II repetiu o Dia da Oração pelo fim da Guerra da Bósnia e convidou os líderes cristãos, muçulmanos e judeus. Em 24 de janeiro de 2002, organizou novamente outro Dia Mundial da Oração pela Paz em Assisi. Cerca de 200 líderes de diversas religiões estiveram presentes. Realizado após o ataque de 11 de setembro, o evento buscava desmotivar o uso da religião com fins violentos no século XXI. O Papa condenou veementemente os ataques, dizendo que não existem desculpas ou justificativas para tais atos.